# 樊城の戦い
樊城の戦い（はんじょうのたたかい）は、後漢時代の建安24年（219年）に起こった劉備軍の関羽と曹操軍（曹仁・于禁・徐晃）並びに孫権軍（呂蒙・陸遜）の合戦である。

## 概要

### 関羽の進軍
建安23年（218年）末に荊州南陽郡宛県で事件が起きた。南陽郡は当時、曹操の支配領であったが、ここの太守である東里袞が曹操に認められようとして領民に過酷な賦役を課していた。それに不満を抱いた侯音が関羽と通じて反乱を起こしたのである。侯音は建安24年（219年）初めに樊城を守る曹仁によって斬られたが、これにより南陽郡における曹操軍が動揺する。また陸渾の県長であった張固の苦役に反抗した領民の孫狼は、挙兵して県主簿を殺し関羽と手を結んだ。このように魏に従わない反乱者や盗賊たちに関羽は印綬や称号を授けて魏に抵抗させた。
建安24年（219年）、定軍山の戦いで劉備は曹操に勝利して漢中を奪い、漢中王を称した。それにより劉備の部下の関羽も前将軍に任命され、荊州における軍権も与えられた。そして関羽は曹操領の事件を見て、この年の7月に息子の関平や配下の趙累らと共に進軍し、襄陽・樊城を攻囲した。
当時、樊城は曹仁が、襄陽は呂常が守っていたが、曹操は関羽の進軍を知って于禁を大将にした七軍を援軍として派遣し、曹仁も龐徳を遊軍として城外に出して関羽と戦わせた。だが折からの長雨で漢水が氾濫し、七軍は水没してしまう。于禁自身は難を逃れたが、関羽が大船に乗って攻撃してきたために降伏した。龐徳は配下の董衝や董超らが降伏しようとするとこれらを斬り、あくまで抵抗を続けた。しかし配下の将が関羽に降伏して孤立無援になると、舟を使って曹仁の樊城に逃れようとしたが捕らえられて斬られた。後にこのことを聞いた曹操は、「30年以上も仕えてきた于禁が龐徳に及ばなかったとは思わなかった」と嘆き、龐徳の忠義に涙を流し、その2人の息子らは列侯に取り立てた。
温恢は「川の水が増えているのに、曹仁は敵中に孤立し危険に備えていない。勇猛な関羽が利に乗じて攻めてくれば、災難を引き起こすだろう」と語っていたが、この不安は的中してしまった。
さらに関羽が荊州刺史の胡修・南郷太守の傅方らを降し、関羽から印綬と号令を受けた梁郟・陸渾といった曹操領内の群盗などが一斉に蜂起したため、関羽の威勢に中原は震動した。樊城も洪水により城壁の上部まで水没し、孤立無援の状態に陥っていた。

### 白衣渡江
この関羽の快進撃は、曹操領内で賊の蜂起を招いた。さらに丞相掾の魏諷までもが反乱を起こすなどしたため、曹操は動揺し遷都を考えるようになる。しかし曹操の参謀である司馬懿と蔣済はこれに反対し、建安22年（217年）から曹操に形式上臣従していた孫権に関羽の背後を突くことを勧め、「江南に孫権を封ずることを許せば、樊城の包囲は解ける」と進言した。曹操はこれに従い、関羽と孫権が対峙して戦うことを望んだため、曹仁に命じて孫権の手紙を弩を使って関羽の陣に撃ち込み、これを知らせた。関羽は孫権の裏切りを知るも、江陵・公安の守りが固いことから即時の撤退を決断しなかった。
建安20年（215年）の孫権と劉備の荊州争奪戦などにより孫権と関羽の仲は険悪化しており、建安22年（217年）に対劉備親和派の魯粛が死去して対劉備強硬派だった呂蒙が都督になっていた。呂蒙は「長江を超えて曹操と徐州を争っても得るものは無い。関羽を排除して長江に拠った方が孫権のためになる」と進言しており、孫権もこの意見を尤もだと認めていた。
関羽軍が呉と蜀の国境に設けられた湘関の食料をほしいままに取ったと聞くと、孫権はついに呂蒙を先陣として派遣した。呂蒙・陸遜らは秘密裏に進軍し、関羽に反感を抱いていた南郡太守の糜芳と公安の守将の士仁らは寝返って降伏した為、短期間で関羽の支配する荊州南郡は孫権に征服された。

### 樊城解放
樊城では長雨のために城壁が水没し食糧も尽きかけていた。ある者が曹仁に撤退を進言したが、満寵はこれに反対し、曹仁は満寵の判断を支持した。
于禁軍壊滅の報を受けて、曹操は新たに趙儼・徐晃らを樊城へ派遣した。徐晃の軍は新兵中心の編成のうえ寡兵であった為、趙儼の意見に基づき、独力での攻撃は行なわず更なる援軍を待ちつつ地下道などを用いて曹仁との連絡を取った。徐商・呂建らが援軍として到着すると徐晃は攻勢に移った。徐晃はまず偃城の奪取を目論見、塹壕を掘って背後から攻めると見せかけた。これを恐れた偃城の守備隊が屯営を焼き払って撤退したので、徐晃は偃城を無血で確保することが出来た。その後も曹操は援軍の追加派遣を行ない、殷署・朱蓋ら十二屯営の兵が新たに徐晃の指揮下に入った。
孫権が同盟者となったこと揚州への備えの必要がなくなったことや于禁の敗北という緊急事態から、揚州方面の部隊も増援に引き抜かれた。揚州刺史温恢の助言を聴いて、不意の招集に備えていた兗州刺史の裴潜と豫州刺史の呂貢は、軽装の軍のみを率いて徐晃の援軍に駆けつけた。加えて曹操は張遼も救援に向かわせた。ただし、張遼の軍がたどり着く前に、関羽は徐晃に敗れ撤退することになった。
関羽は囲頭や四冢に屯営を置いていが、徐晃は四冢を次なる攻撃目標に選択した。徐晃は囲頭を攻撃すると、情報を流した後に油断している四冢を攻撃した。関羽は四冢の屯営が攻撃を受けているのを見ると、自ら歩騎合わせて五千人の指揮を執り徐晃に野戦を挑むも、既に徐晃は大軍となっており、逆に関羽の軍は孫権の裏切りを知って士気喪失していたこともあり敢え無く敗れた。関羽は退却したが徐晃はこれを追撃しながら包囲網を突破した。
関羽は樊城から撤退せざるを得なくなったが、猶も沔水に留まった。しかし、関羽は江陵・公安を孫権に奪われたことを知り退却した。

### 関羽の最期
その後、関羽は益州に逃れようとしたが、孫権は荊州の大半を手中に収めていたため果たせなかった。関羽は当陽まで引き返したのち、孫権が江陵に自ら軍を指揮して向かってきている事を知り、それを恐れて西の麦城に拠った。孫権から降伏を勧告する使者が派遣されてくると、関羽は偽って降り、幡旗を立てて城上に人を象って遁走した。孫権は潘璋・朱然を派遣して関羽の退路を遮断し、臨沮において関羽は関平らと共に退路を断たれ、関羽および子の関平を捕らえた。孫権は関羽を生かして劉・曹にぶつけたいと思ったが、左右の者たちが言った「狼の子を養うことはできませぬ。のちに必ず害をなすでしょう。曹操は即座に彼を排除しなかったために自ら大きな心配事を作り、都を遷そうと提議したのです。今、どうして生かしておけましょう！」という諫言を聞き入れ、そこで関羽を斬首した。その首は、孫権の使者によって曹操の下へ送られ、孫権は諸侯の礼をもって当陽に彼の死体を葬った。また曹操も諸侯の礼をもって洛陽に彼の首を葬った。

## 戦後
潘濬ら州郡の幹部や住民、異民族達は呉に帰順した。公安に移されていた益州の旧主劉璋も身柄を呉に委ねた。荊州の平定は陸遜に任され、陸遜は宜都に入り宜都太守の樊友を追い払ってその職務を遂行した。建安24年（219年）末から建安25年（220年）にかけて、陸遜の命を受けた李異と謝旌は、蜀漢の部将である詹晏・陳鳳を撃破し、陳鳳を生け捕りとした。さらに房陵太守鄧輔と南郷太守郭睦にも攻撃を仕掛け、これらも撃破した。秭帰の豪族の文布・鄧凱は呉に反抗したが、陸遜が謝旌を率いて打ち破った。劉備軍の残党を討ち取ったり捕虜にしたり帰順させた者の合計は数万人にも達したという。降伏した糜芳らは呉に従い、潘濬に至っては『三国志』の『呉志（呉書）』に陸凱と共に立伝されるほどに活躍した。しかし、全ての者が呉に従順であったわけではなく、廖化は偽装工作を行って蜀へ逃亡した。また習珍・樊伷は後に反乱を起こしたが、皮肉にも呉に従った潘濬に平定されることになった。
樊城・襄陽の危機が解除された曹操は、上表して孫権を荊州牧とし荊州南部の支配を認めた。荊州を占領した孫権は、民の租税を尽く除い、荊州の民心を得た。
荊州失陥によって劉備は領土・兵力・人民・物資を失った。多くの人士は死亡するか呉に降伏した。222年、劉備は「関羽の弔い」と「荊州奪還」を目的に、自ら指揮を執って呉に進軍するが、陸遜の計略により軍の大半と数多の人材を失う歴史的大敗を喫した（夷陵の戦い）。この敗北によって蜀は荊州を完全に失う事となり、諸葛亮が劉備に示した「天下三分の計」は頓挫したのであった。劉備は翌223年に白帝城で崩御し、蜀の国事は全て諸葛亮に委ねられることになる。
関羽に捕らえられた于禁は、呉が荊州を占領した際に呉の所属となり、魏成立後に帰国できたが、曹丕に恥をかかされて憤死を遂げた。
関羽に斬られた龐徳の遺児である龐会は、蜀漢の滅亡後に関羽の子孫を皆殺しにすることで復讐を果たしている。